# Історія української культури, за редакцією Івана Крип'якевича
«Історія української культури» — видання, яке вийшло друком протягом 1936–1937 у Львові заходом Івана Тиктора під загальною редакцією Івана Крип'якевича.

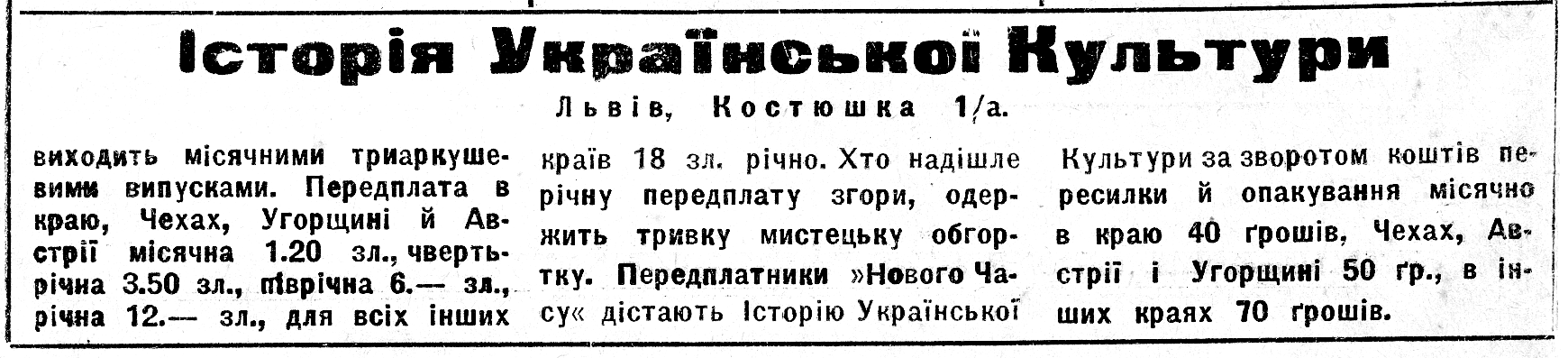
Реклама для видання «Історія української культури» 1936 р.

Є ґрунтовною працею, створеною видатними українськими вченими й мистецтвознавцями Іваном Крип'якевичем (розділ «Побут»), Володимиром Радзикевичем (розділ «Письменство»), Миколою Голубцем (розділ «Мистецтво»), Степаном Чарнецьким (розділ «Театр») та Василем Барвінським (розділ «Музика»). В яскравій та доступній формі автори подають основні відомості про розвиток українського письменства, образотворчого мистецтва, театру та музики від княжої доби до першої третини XX століття у тісному зв'язку із поступом українського суспільства.
Для викладачів, культурологів, мистецтвознавців, студентів, усіх, хто цікавиться українською культурою.

## Перевидання
- Історія української культури. Під загальною редакцією д-ра Івана Крип'якевича. Нью-Йорк, 1990 (репринтне відтворення видання Івана Тиктора — Львів, 1937).
- Історія української культури. Під загальною редакцією д-ра Івана Крип'якевича. II зшиток. — Київ: АТ «Обереги», 1993. — 48 сторінок, ISBN 5-8104-0024-8 (II зшиток). ISBN 5-8104-0022-1 / Факсимільне фідтворення видання: Історія української культури. Видання Івана Тиктора. II зшиток. Львів, 1936. Післямова Федора Погребенника.
- Історія української культури / За загал. ред. І. Крип'якевича. — 4-те вид., стереотип. — К.: Либідь, 2002. — 656 с. ISBN 966-06-0248-0.